# Liste von Autoren/L

## La
Jacques Lacan (1901–1981), FR
Alberto de Lacerda (1928–2007), PT, GB
Mercedes Lackey (* 1950), USA
Stephan Lackner (1910–2000)
Ernesto Laclau (1935–2014)
Erwin Lademann (1923–2015), D
Oliver La Farge (1901–1963), USA
Celso Lafer (* 1941)
Dany Laferrière (* 1953)
Raphael Aloysius Lafferty (1914–2002), USA
Carmen Laforet (1921–2004)
Jean-Luc Lagarce (1957–1995), FR
Geoffroy de Lagasnerie (* 1981), FR
Pär Lagerkvist (1891–1974), SE
Selma Lagerlöf (1858–1940), SE
Ronald D. Laing (1927–1989), GB
James Fintan Lalor (1807–1849), IRL
Alphonse de Lamartine (1790–1869), FR
Julien Offray de La Mettrie (1709–1751), FR
Eberhard Lämmert (1924–2015), D
Nanny Lambrecht (1868–1942), D
Friedo Lampe (1899–1945), D
Rolf Lamprecht (1930–2022), D
Gustav Landauer (1870–1919), D
Karl Landauer (1887–1945), D
Michael Landgraf (* 1961), D
Walter Landin (1952–2021), D
Valentin Landmann (* 1950), CH
Gerhard Lang (1931–2024), D
Othmar Franz Lang (1921–2005), AT
Thomas Lang (* 1967), D
Julius Langbehn (1851–1907), D
Horst Lange (1904–1971)
Sophie Lange (1936–2023); D
Georg Langemeyer (1929–2014), D
Katja Lange-Müller (* 1951)
Tanja Langer (* 1962)
Marianne Lange-Weinert (1921–2005), D
Dieter Langewiesche (* 1943), D
Ruby Langford Ginibi (1934–2011)
Elisabeth Langgässer (1899–1950)
Gerd Langguth (1946–2013), D
Robert Langs (1928–2014), US
Jaron Lanier (* 1960), US
Armand Lanoux (1913–1983)
Laotse (6. Jh. v. Chr.)
Jean Laplanche (1924–2012)
Elizabeth Lapovsky Kennedy (* 1939), US
Dionysius Lardner (1793–1859)
Remo H. Largo (1943–2020), CH
Sophie von La Roche (1731–1807)
François de La Rochefoucauld (1613–1680)
Åsa Larsson (* 1966)
Stieg Larsson (1954–2004)
Gregor Laschen (1941–2018)
Bernd A. Laska (1943–2025), D
Else Lasker-Schüler (1869–1945)
Bruno Latour (1947–2022)
Rüdiger Lautmann (* 1935)
D. H. Lawrence (1885–1930)
T. E. Lawrence (Lawrence von Arabien; 1888–1935)
Willi Layh (1903–1977)
Auguste Lazar (1887–1970)
Madeleine Lazard (1921–2022)

## Le
Edward Lear (1812–1888), GB
Timothy Leary (1920–1996), US
David Leavitt (* 1961), US
Maurice Leblanc (1864–1941), FR
Stanisław Jerzy Lec (1909–1966), PL
Jean-Marie Gustave Le Clézio (* 1940), FR
Harper Lee (1926–2016), US
Hermione Lee (* 1948), GB
Root Leeb (* 1955), D
Lee Ho-chol (1932–2016), ROK
Lee Hye-kyoung (* 1960), ROK
Lee Je-ha (* 1937), ROK
Lee Seong-bok (* 1952), ROK
Lee Sung-U (* 1960), ROK
Lee Sun-won (* 1958), ROK
Tanith Lee (1947–2015), GB
Gene Lees (1928–2010), CA
Joke van Leeuwen (* 1952), NL
Joseph Sheridan Le Fanu (1814–1873), IRL
Pierre Legendre (1930–2023), FR
Jacques Le Goff (1924–2014), FR
Ursula K. Le Guin (1929–2018),
Christian Lehnert (* 1969), D
Thomas Lehr (* 1957), D
Jürgen Leinemann (1937–2013), D
Josephine zu Leiningen-Westerburg (1835–1917), D
Eino Leino (1878–1926), FI
Dieter Leisegang (1942–1973), D
Otmar Leist (1921–2012), D
François Lelord (* 1953), FR
Stanisław Lem (1921–2006), PL
Pierre Lemaitre (* 1951), FR
Hanna Lemke (* 1981), D
Nikolaus Lenau (1802–1850), AT
Madeleine L’Engle (1918–2007), US
Elisabeth Lenk (1937–2022), D
Charlotte Lennox (1730–1804), GB
Georg Lentz (1928–2009), D
Siegfried Lenz (1926–2014), D
Donna Leon (* 1942), US
Elmore Leonard (1925–2013), US
Hugh Leonard (1926–2009), IRL
Wolfgang Leonhard (1921–2014), D
Giacomo Leopardi (1798–1837), IT
M. Rainer Lepsius (1928–2014), D
Michail Lermontow (1814–1841), RU
Gilles Leroy (* 1958), FR
John T. Lescroart (* 1948), US
Norbert Leser (1933–2014), AT
Doris Leslie (1902–1982), GB
Doris Lessing (1919–2013), GB
Gotthold Ephraim Lessing (1729–1781), D
Didier Lestrade (* 1958), FR
Helmut Lethen (* 1939), D
Reinhard Lettau (1929–1996), D/US
Stan Leventhal (1951–1995), US
Oscar Levertin (1862–1906), SE
Carlo Levi (1902–1975), IT
Paolo Levi (1919–1989), IT
Primo Levi (1919–1987), IT
Emmanuel Levinas (1906–1995), FR
Claude Lévi-Strauss (1908–2009), FR
David Levithan (* 1972), US
Amy Levy (1861–1889), GB
Waldtraut Lewin (1937–2017), D
Charles Lewinsky (* 1946), CH
C. S. Lewis (1898–1963), IRL/GB
Sibylle Lewitscharoff (1954–2023), D
Christoph Leyendecker (1943–2016), D
Simon Leys (1935–2014), BE
José Lezama Lima (1910–1976), CU

## Li
Liao Yiwu (* 1958), CN
Thorsten Libotte (* 1972), D
Georg Christoph Lichtenberg (1742–1799), D
Sara Lidman (1923–2004), SE
Jonas Lie (1833–1908), NO
Norman Liebold (* 1976), D
Hendrik Liersch (* 1962), D
Werner Liersch (1932–2014), D
Lothar Lies (1940–2008), D / AT
Erich Lifka (1924–2007), ÖSTER
Robert Lifton (* 1926), US
Rosa Liksom (* 1958), FI
Detlev von Liliencron (1844–1909)
Charles Lillard (1944–1997), CAN
Lim Chul-woo (* 1954), ROK
Jakov Lind (1927–2007), AT / GB
Gunnel Linde (1924–2014), SE
Ulf Linde (1929–2013), SE
Friedrich Lindemann (1898–1950), D
Till Lindemann (* 1963), D
Werner Lindemann (1926–1993), D
Astrid Lindgren (1907–2002), SE
Håkan Lindquist (1958–2022), SE
Mark Lindquist (* 1959), US
Věra Linhartová (* 1938), CZ
Manolo Link (* 1955), D
Pentti Linkola (1932–2020), FI
Charles de Lint (* 1951), NL/CND
Edith Linvers (* 1940), D
Hans Lipinsky-Gottersdorf (1920–1991)
Rudolf zur Lippe (1937–2019), D
Isaac Lipschits (1930–2008), NL
Cvetka Lipuš (* 1966), AT
Florjan Lipuš (* 1937), AT
Clarice Lispector (1920–1977), BR
Angela Litschev (* 1978), D
Jonathan Littell (* 1967), US/FR
Robert Littell (* 1935), US
Zülfü Livaneli (* 1946), TR
Penelope Lively (* 1933), GB

## Lo
Arnold Lobel (1933–1987)
Sascha Lobo (* 1975)
Theo Löbsack (1923–2001)
William Burley Lockwood (1917–2012)
Erich Loest (1926–2013)
Hugo Loetscher (1929–2009)
Hans Löffler (* 1946)
Henner Löffler (* 1943)
Hans-Martin Lohmann (1944–2014)
Georg Lohmeier (1926–2015)
Michail Wassiljewitsch Lomonossow (1711–1735)
Jack London (1876–1916)

Hermann Löns (1866–1914)
Christel Looks-Theile (1930–2015)
Irma Loos, Geburtsname und Pseudonym für Irma Hain (1907–?)
Audre Lorde (1934–1992)
Iny Lorentz, Pseudonym für Ingrid Klocke (* 1949) und Elmar Wohlrath
Klaus-Joachim Lorenzen-Schmidt (1948–2015)
Rudolf Lorenzen (1922–2013)
Loriot (1923–2011)
Peter Lösche (1939–2016)
Gert Loschütz (* 1946)
Claudia Lössl (1975–2015)
Pierre Loti (1850–1923)
Édouard Louis (* 1992)
H. P. Lovecraft (1890–1937)
James Russell Lowell (1819–1891)
Robert Lowell (1917–1977)
Malcolm Lowry (1909–1957)
Robert Lowry (1919–1994)
David Lozano Garbala (* 1974), ES

## Lu
Lu Xun (1881–1936)
Gerd Hergen Lübben (* 1937), D
Lucan (39–65)
Carlo Lucarelli (* 1960)
John V. Luce (1920–2011)
Peter Lückemeier (1950–2023)
Thomas Luckmann (1927–2016)
Dirk Ludigs (* 1965)
Robert Ludlum (1927–2001)
Andrea Ludolph (1962–2015)
Alf Lüdtke (1943–2019)
Emil Ludwig (1881–1948)
Otto Ludwig (1813–1865)
Georg Lukács (1885–1971), HU
John Lukacs (1924–2019), US
Helmut Lukesch (* 1946)
Lukian von Samosata (* um 120; † vor 180 oder um 200)
Raimundus Lullus (1235–1316)
Peter Lundgreen (1936–2015), D
Anja Lundholm (1918–2007), D
Gunnar Lundkvist (* 1958), SE
Nils Artur Lundkvist (1906–1991), SE
Alison Lurie (1926–2020), US
Martin Luther (1483–1546), D
Ludger Lütkehaus (1943–2019), D
Rainer Lutz (* 1943)

## Ly
Elizabeth A. Lynn (* 1946), USA
Bernárd Lynch (* 1947), IRL
Phyllis Lyon (1924–2020), USA
Humphrey Lyttelton (1921–2008), GB